# Фирузабад (Альборз)
Фирузабад (перс. فیروزآباد‎) — село на севере Ирана, в остане Альборз. Входит в состав шахрестана Назарабад. Является частью дехестана (сельского округа) Танкеман бахша Танкеман.

## География
Село находится в западной части Альборза, к югу от гор Эльбурс, на расстоянии приблизительно 20 километров к западу-северо-западу (WNW) от Кереджа, административного центра провинции. Абсолютная высота — 1218 метров над уровнем моря.

## Население
По данным переписи 2006 года население села составляло 253 человека (129 мужчин и 124 женщины). В Фирузабаде насчитывалось 61 домохозяйство. Уровень грамотности населения составлял 66,01 %. Уровень грамотности среди мужчин составлял 71,32 %, среди женщин — 60,48 %.